# Zygopetalum crinitum
Giai cầu Đại Tây Dương (danh pháp hai phần: Zygopetalum crinitum) là một loài lan bản địa của đông nam and miền nam Brasil, được tìm thấy nhiều ở rừng Đại Tây Dương trên độ cao 600-1200 mét.

## Hình ảnh

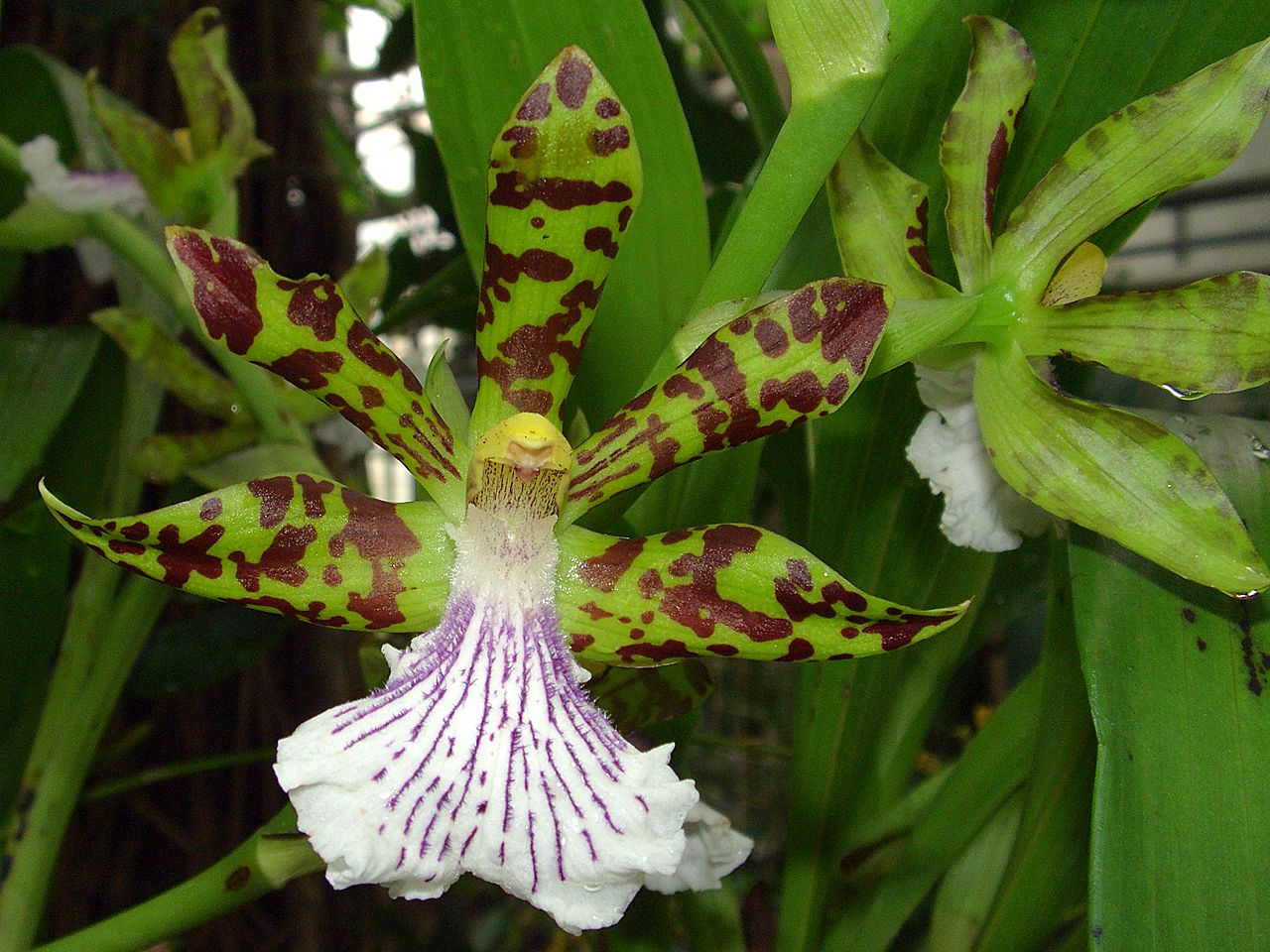